# Simon iz Kéze
Simon iz Kéze (madžarsko Kézai Simon) je bil najslavnejši madžarski kronist 13. stoletja. Bil je duhovnik na dvoru madžarskega kralja Ladislava IV.
V letih 1270–1271 je bil Simon z naslovom mojster (magister) član  diplomatske misije, ki jo je vodil Sikst iz Esztergoma. Del te misije je bil tudi zgodovinar Andrej Ogrski. Poslanstvo ogrskega kralja Štefana V., naj bi čestitalo sicilskemu kralju Karlu I. za vrnitev slednjega iz osme križarske vojne. Delegacija je decembra in januarja prek Neaplja odpotovala v Catanio in Messino in se nato februarja s Karlom vrnila v Rim.
Simonovo najpomembnejše delo je Gesta Hunnorum et Hungarorum (Dejanja Hunov in Madžarov), napisano v latinščini okoli leta 1282. V njem je nazorno opisana zgodovina Hunov in Madžarov, ki jih je avtor imel za sorodnike, od legendarnih začetkov do sodobnega časa. Kot kraljev osebni tajnik je delal v kraljevem arhivu in tam zbiral gradivo za svoje delo. 
Kronika je v tiskani obliki prvič izšla leta 1782 v Budimu. V 19. stoletju je bila prevedena v madžarščino in postala priljubljeno delo, ki je pripomoglo k razvoju madžarske narodne zavesti. 

## Sklic
1. ↑  Jenő Szűcs (1999), »Theoretical Elements in Master Simon of Kéza's Gesta Hungarorum (1282–1285)«,  v László Veszprémy; Frank Schaer (ur.), Simon of Kéza: Deeds of the Hungarians, Central European University Press, str. xxix–cii, at ic–cii.